# Picți

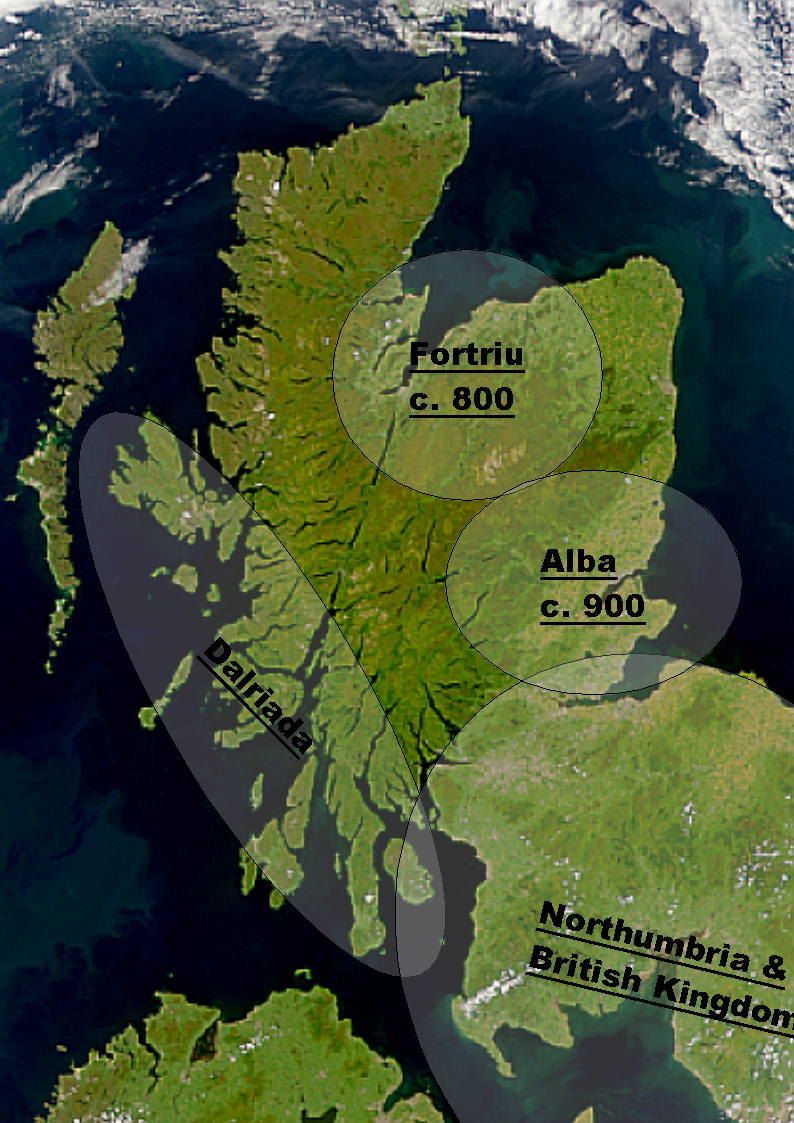
O hartă care arată teritoriile aproximative ale regatelor picte, Fortriu (800 d.Hr.) și Alba (900 d.H)

Picții au fost un popor antic care a trăit pe teritoriul Scoției de astǎzi. Numele este de proveniență latină (lb. latina picti - pictați) deoarece își pictau și tatuau trupurile. Aceștia descindeau din aborigenii preceltici.
Picții au fost permanent în conflict cu romanii, atacând Zidul lui Hadrian în 297 d.Hr. În secolul al VII-lea, se creștinează și se unesc într-un singur regat.
Regatul Alba, aflat sub conducerea regelui Kenneth I, a cucerit statul picților în anul 843.